# 고양화정초등학교
고양화정초등학교는 대한민국 경기도 고양시에 있는 공립 초등학교이다.

## 학교 연혁
- 1994.11.01 화정국민학교 설립인가
- 1995.10.25 초대 안희재 교장 부임
- 1996.02.15 화정국민학교 제1회 졸업식
- 1996.03.01 고양화정초등학교로 교명 변경
- 2012.03.01 제7대 한순주 교장 부임
- 2014.03.03 2014학년도 49학급 편성
- 2015.02.13 제20회 졸업(졸업생 240명 누계 6,250명)

## 참고 자료
- 고양화정초등학교 - 한국교육학술정보원 학교알리미